# Georgios Papadopoulos
Georgios Papadopoulos (în greacă Γεώργιος Παπαδόπουλος; n. 5 mai 1919, Elaiochoiri (Ahaia), Peloponez, Grecia de Vest și Insulele Ionice⁠(d), Grecia – d. 27 iunie 1999, Atena, Grecia) a fost liderul loviturii de stat militare ce a avut loc în Grecia la 21 aprilie 1967, și conducător al guvernului militar care a condus țara între 1967 și 1973.